# Brian Acton
Brian Acton (1972 ou 1973) é um programador, empreendedor, e filantropo americano. Acton é chairman da Signal Foundation, que ele cofundou com Moxie Marlinspike em 2018.
Acton foi empregado do Yahoo!, e cofundou (com Jan Koum) o WhatsApp, um mensageiro instantâneo adquirido pelo Facebook em fevereiro de 2014 por 19 bilhões de dólares. Acton deixou o WhatsApp em 2017 para fundar a Signal Foundation. De acordo com a Forbes, Acton possuía uma fortuna de 2,5 bilhões de dólares em 2020.
Desde 2014, Acton e sua esposa Tegan participam da fundação filantrópica Wildcard Giving, junto com a Sunlight Giving, Acton Family Giving e Solidarity Giving. A fundação familiar é voltada para apoio a famílias de baixa renda com filhos pequenos na Baía de São Francisco.
Em 2019, Acton e sua esposa reportadamente doaram um bilhão de dólares para fins filantrópicos.